# Hawaiiral
De hawaiiral (Zapornia  sandwichensis synoniem: Porzana sandwichensis ) is een uitgestorven vogel uit de familie van de rallen, koeten en waterhoentjes (Rallidae). Deze soort was endemisch op de oostkant van het eiland Hawaï en kwam mogelijk ook voor op het eiland Molokai.
Er zijn resten verzameld waaronder botjes, verder zijn er illustraties gemaakt tijdens de derde reis van James Cook. De laatste waarnemingen zijn uit 1884, misschien 1893. De vogel stierf uit door predatie door ingevoerde zoogdieren als honden, katten, ratten en door de mens zelf.